# Universität Südwestchinas
Die Universität Südwestchinas (chinesisch 西南大学, Pinyin Xīnán Dàxué, englisch Southwest University, Abk. SWU) ist eine chinesische Universität in Chongqing. 
Sie wurde im Jahr 2005 durch eine Zusammenlegung der Pädagogischen Universität Südwestchinas und der Landwirtschaftlichen Universität Südwestchinas gegründet. Seitdem zählt sie zu den Universitäten, die im Rahmen des universitären Elitenförderprogramms Projekts 211 ausgezeichnet werden. Sie hat im Jahr 2011–2012 rund 80.000 Studierende, davon 30.000 Teilzeitstudenten, und etwa 2.600 Lehrkräfte.
Die Universität Südwestchinas ist eine Campus-Uni. Der Campus hat 600 Hektar und befindet sich im Stadtbezirk Beibei. Die Universitätsbibliothek hat 3,8 Millionen Bücher.

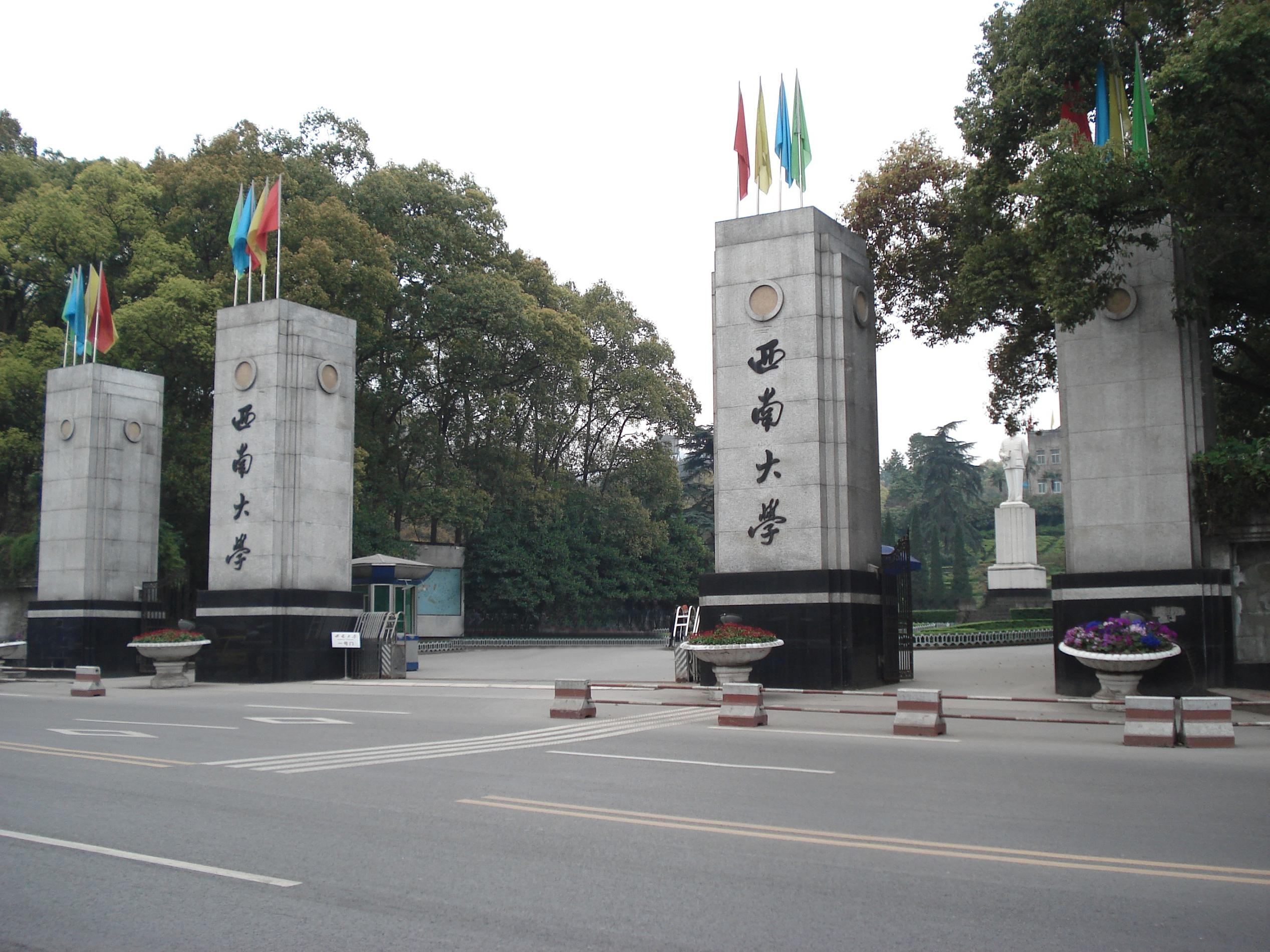
SWU Eingang
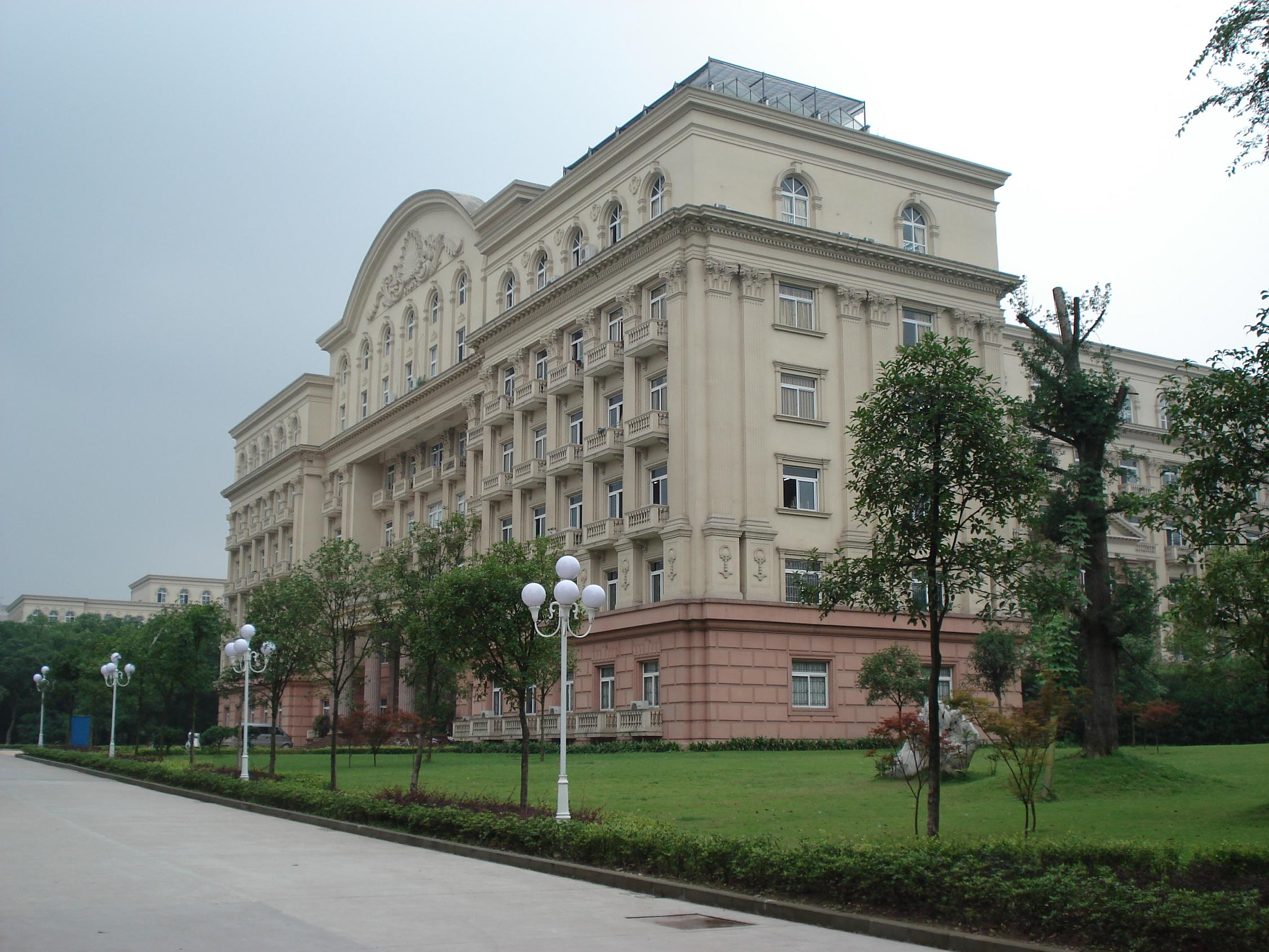
SWU Campus
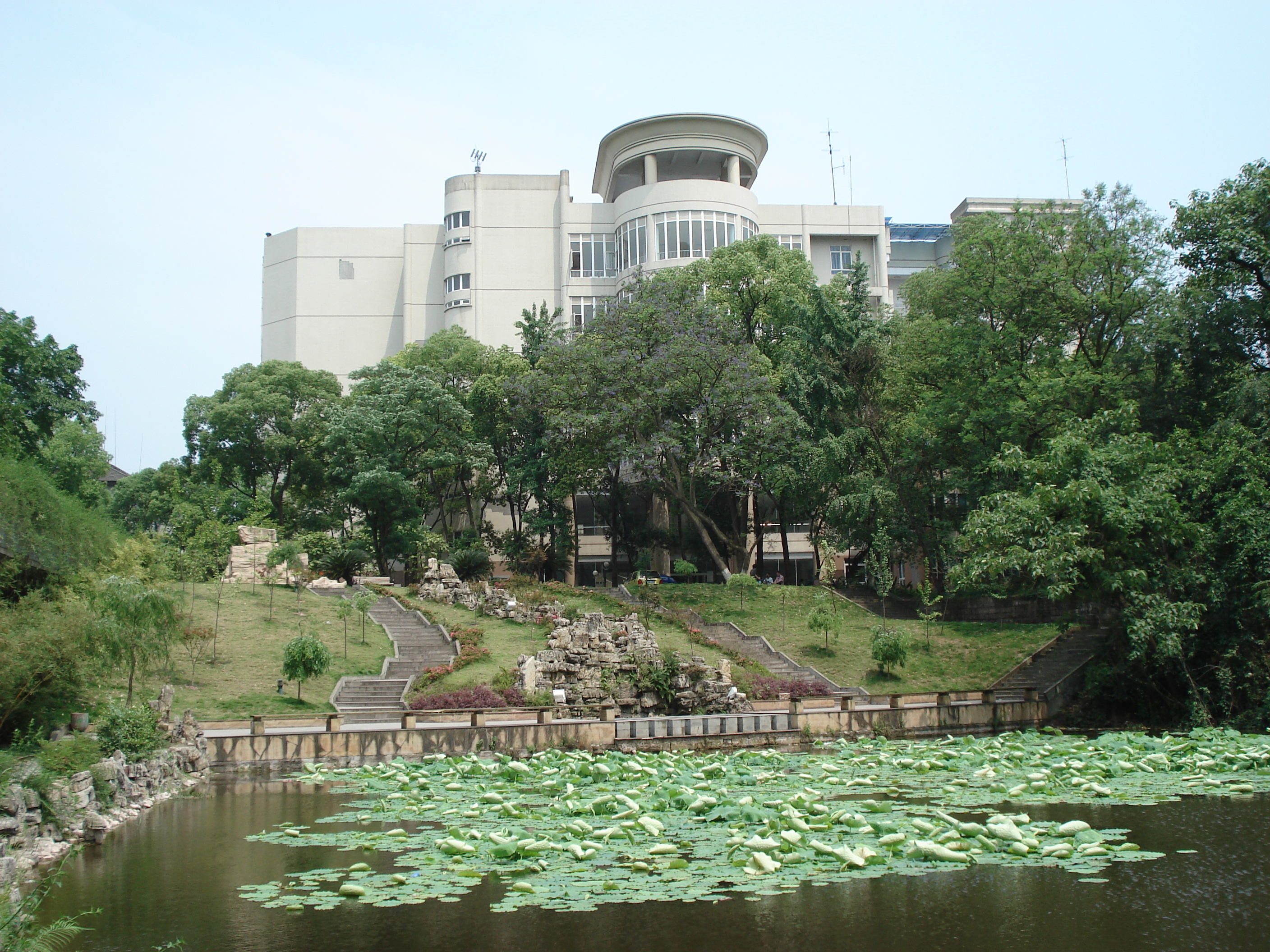
SWU Campus
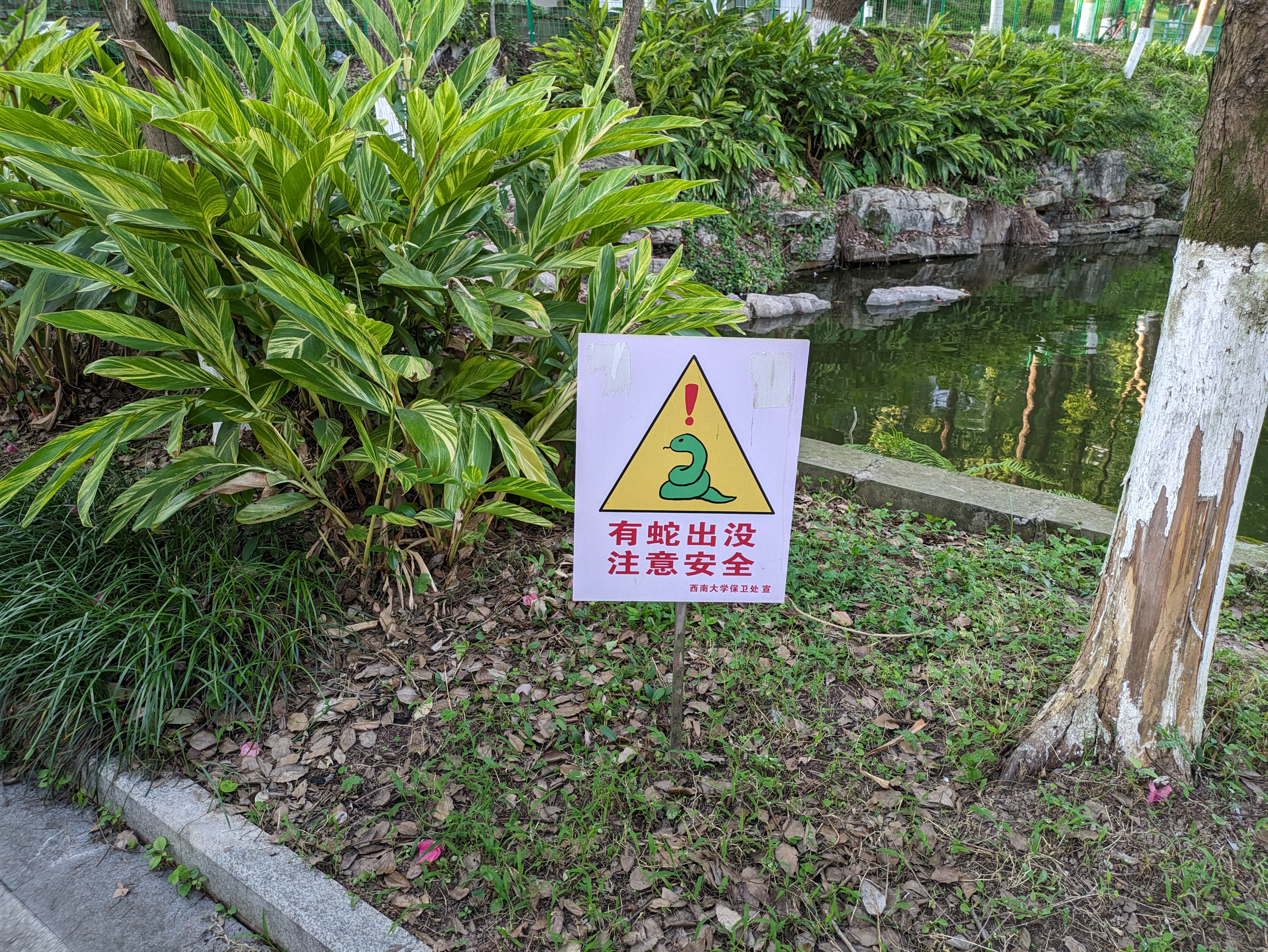
Eines der Schilder auf dem Campus, die vor Schlangen warnen